# Bartomeu de Narbona
Bartomeu fou arquebisbe de Narbona. És esmentat per primer cop a la capitular d'Aquisgrà del 828 on l'emperador ordenava a diversos arquebisbes convocar i presidir quatre congressos a celebrar a l'imperi, i hauria succeït poc abans, el 827 probablement, a Nebridi de Narbona. Va assistir al concili de Tolosa del 829. El 833 era a l'assemblea de Compiègne. Lluís el Pietós era al monestir de Saint-Médard de Soissons on va refusar abraçar la vida monàstica. Lotari per treure-li del cap al desig de retornar al poder (els que havien estat monjos no podien tornar a la milícia ni barrejar-se en afers públics segons els cànons) el va fer portar a l'esmentada assemblea i el va fer acusar pels seus principals partidaris de diversos crims i a demanar que fos condemnat a expiar les culpes per pública penitència. Els principals acusadors foren Bartomeu de Narbona, Ebó o Ebles de Reims, Agobard de Lió i Bernat de Vienne. Encara que fos injusta, la proposta fou adoptada per l'assemblea per àmplia majoria i l'emperador, per temor a ser pitjor tractat, es va declarar culpable i va acceptar la sentència, sent retornar a Saint-Médard on va entregar les armes i va rebre el cilici i l'hàbit de penitent de les mans dels bisbes, en presència de tota l'assemblea i de les relíquies dels sants, quedant tancar al monestir. Segurament hi estaven presents amb Bartomeu els bisbes Esteve de Besiers i Teugrí de Viviers doncs apareixen esmentats en un diploma que l'arquebisbe Alderic de Sens va obtenir en el temps d'aquesta assemble, poc abans o poc després (signada pels bisbes que reconeixien a Lotari com únic emperador que s'haurien reunit en anar o tornar de l'assemblea) amb relació a l'abadia de Saint-Remi de Sens, que l'arquebisbe havia traslladat a Vareilles, a uns 15 km de la ciutat obtenint l'autorització dels altres bisbes.
El 840 Bartomeu es va declarar per Lotari però després es va reconciliar amb Carles. Després de la batalla de Fontenoy-en-Puisaye del 25 de juny del 841 Carles el va fer deposar el que fa pensar que Bartomeu tornava a estar al camp de Lotari. Florus, diaca de l'església de Lió esmenta la seva deposició, en fa l'elogi, i deixa entendre que no fou una deposició canònica, i afegeix que al poble de la diòcesi li va saber greu. Aquesta deposició s'hauria produït l'any 841. El seu successor Berari era al casament de Carles a Quierzy el desembre del 842.
Bartomeu es va sentir injustament deposat i va anar a Roma a apel·lar, el 844, intentant aconseguir del papa el restabliment; allí es va trobar amb Ebó o Ebles de Reims per una causa semblant. Es van dirigir al papa Sergi II que acabava de ser elegit el gener i li van demanar el pali, però per causes desconegudes el papa va refusar la seva demanda i els va reduir a la comunió laica. Tot i així va restar molt apreciat per molta gent i entre ells el seu amic Amoló de Lió (arquebisbe del 840 al 852) que va deixar una carta posterior a la deposició on l'elogia i fa esment del zel amb què mantenia la puresa de la disciplina a les esglésies de la seva província; segons la carta havia abolit les supersticions sorgides a Usès sobre la tomba de sant Firmí on alguns falsaris fabricaven fals miracles.